# Ottenhausen (Steinheim)
Ottenhausen ist ein 479 Einwohner (Stand: 31. Dezember 2019) zählender Stadtteil von Steinheim im Kreis Höxter, Nordrhein-Westfalen.

## Geschichte
Im Jahr 850 wurde Ottenhausen erstmals urkundlich erwähnt. In dieser Zeit bestand Ottenhausen aus Einzelhöfen, die in einem Markverbund zusammengeschlossen waren. Die Besitzrechte wechselten öfter, unter anderem besaßen das Kloster Corvey, die Herren von der Lippe und die Grafen von Schwalenberg Besitzungen in Ottenhausen. Bis zur Säkularisation im Jahre 1802 gehörte der Ort zum Hochstift Paderborn und wurde dann zunächst bis 1806 an Preußen angegliedert. Von 1807 bis 1813 war Ottenhausen Teil des Königreichs Westphalen und gehörte dort zum Kanton Steinheim im Distrikt Höxter des Departements der Fulda. Der Ort war ab Oktober 1813 wieder preußisch und wurde 1816 dem neuen Kreis Brakel zugeordnet, der 1832 in den Kreis Höxter eingegliedert wurde. Im Kreis Höxter gehörte Ottenhausen zum Amt Steinheim, das bis in die 1930er Jahre mit dem Amt Nieheim das Doppelamt Nieheim-Steinheim bildete.
Am 1. Januar 1970 wurde Ottenhausen durch das Gesetz zur Neugliederung des Kreises Höxter in die Stadt Steinheim eingegliedert.

## Museen
In der Bauernburg Ottenhausen, dem ältesten Gebäude des Ortes aus dem 12. oder 13. Jahrhundert, ist ein heimatkundliches Museum eingerichtet.

## Bauwerke
Die katholische Pfarrkirche St. Marien wurde zwischen 1900 und 1901 im neugotischen Stil errichtet.

## Naturschutz
Der Heimatverein Ottenhausen betreibt ein 40 ha großes Biotopverbundsystem mit zahlreichen Flecht- und Feldhecken, Kopfweiden, Streuobstwiese, Obstbaumreihen und Feuchtgebieten. 1991 wurde Ottenhausen als Teilnehmer am Modellprojekt Ökologisches Dorf der Zukunft ausgewählt. 1992 begann das fünfjährige Modellprojekt zur ökologischen Dorferneuerung. Später folgte die Teilnahme am Bund-Länderprojekt Dorf 2000 – Beispiele nachhaltiger Dorfentwicklung im Rahmen der Expo 2000. Die 40 ha Fläche des Biotopverbundsystems wurden bis 2019 mit Hilfe von Unterstützern, darunter die NRW-Stiftung, angekauft. Seit 1992 pflegt der Heimatverein Ottenhausen 500 Kopfweiden und 250 alte Obstbäume. 30 Kopfweiden, 700 Obstbäume, 50 Eichen und 20.000 Heckenpflanzen pflanzte der Verein an. 28 Gewässer wurden angelegt. Seit 2000 hat der Verein eine Mutterkuhherde von 15 Rindern. 2019 wurde der Verein für sein Biotopverbundsystem vom Westfälischen Heimatbund mit dem Preis Rolle vorwärts in der Kategorie Innovation ausgezeichnet. Das Biotopverbundsystem verbindet das Naturschutzgebiet Buchenwald bei Bellenberg und das Naturschutzgebiet Norderteich mit Naptetal.

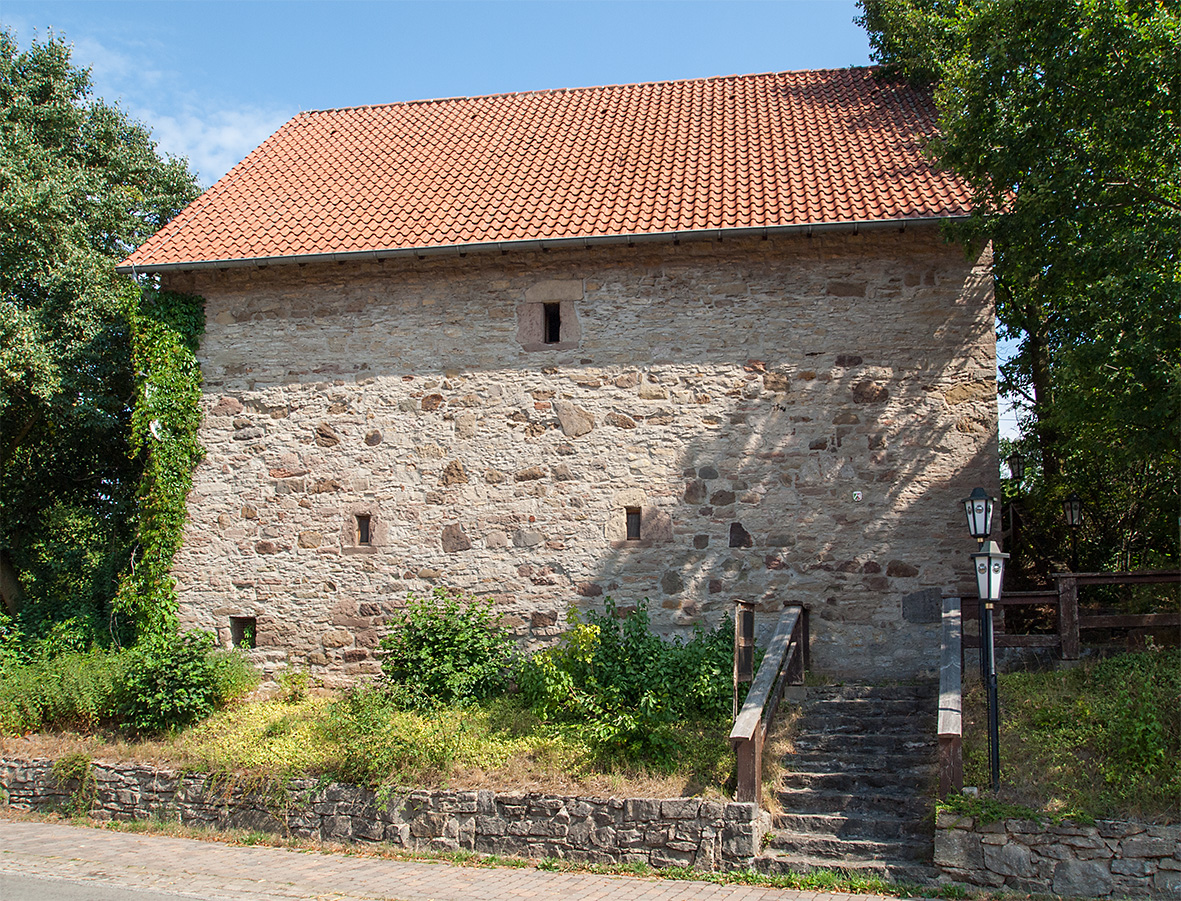
Bauernburg Ottenhausen
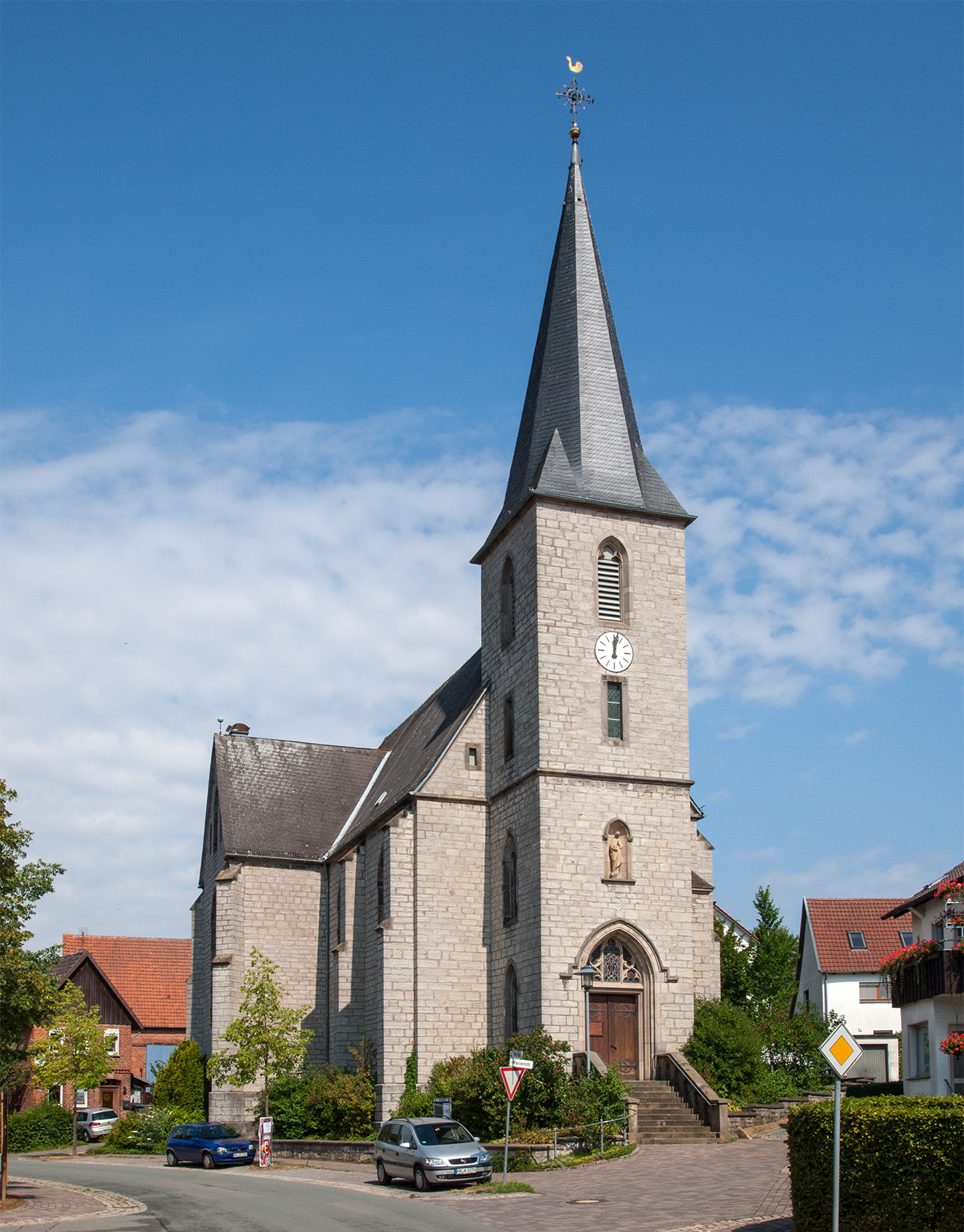
Katholische Pfarrkirche St. Marien